# Међу јавом и мед сном
Међу јавом и мед сном је пјесма Лазе Костића. Настала је у Костићевом својеврсном заносу између сна и јаве. Написана је као пјесничко обраћање његовом срцу, односно, пјесник тражи од свог срца да му да одговоре на нека питања, да разријеши његове дилеме и недоумице. Али срце ћути, те пјесника оставља без одговора на постављена питања.

## Мотиви
Основни мотив пјесме је пјесниково срце. Доминира у све три строфе, „носи пјесму“. Појављује се чак пет пута у читавој пјесми.
Пјеснику је оно блиско, обраћа му се са пуно топлине и њежности, као према људском бићу. Исказује му наклоност; оно обитава у њему, као тек пробуђено, а пјесник као да је тек постао свјестан његовог присуства  и његових могућности.
Његово срце је самохрано, лудо, кивно.
- Његово не означава посесивност, припадност некоме, већ топлину и блискост пјесника са његовим срцем.
- Самохрано срце је као људско биће - само се храни, јер нема никог свог.
- Лудо, тј. младо, пуно живота, неухватљиво.
- Кивно - пјесник је љут на њега, јер му не даје одговоре на постављена питања.

Други мотив  у пјесми, свакако веома битан је плетиво – производ срца, односно, стваралачки производ, пјесма или пјеснички занос, како је и сам Костић навео у свом есеју: „О песничком заносу“ .
Плетиво срца је танко. Пјесник се труди да докучи његову смисао, да одгонетне како се ствара, односно, настаје поезија. 
Плетиља стара - супротности између јаве и сна, дана и ноћи, свјесног  и подсвјесног (стваралачког).
Из наведених основних мотива проистичу још и мотив пјесничког стварања и мотив разумијевања пјесме.

## Тема
Тема овог пјесничког дјела је управо пјесма, њено настајање.
У овој пјесми је такође приказна пјесникова тежња за објашњењем настанка пјесме, као главног производа његових мисли, размишљања које он претвара у стихове стварајући ову пјесму.
Процес стварања пјесничког дјела је тајна. Производ тог стварања је, у овом случају, пјесма, у којој се дају одговори на питање њеног настанка. Ова Костићева пјесма, иако кратка форма, веома је значајна за разумијевање настанка ње саме.
Кад пјесник ствара, у свом заносу он запише своја размишљања настала, у овом случају, негдје у преласку јаве у сан, и обрнуто. Због тога се и сам процес настајања пјесничког дјела сматра великом загонетком, често неразумљивом, са тежњом ка савршенству и често остаје неразумљиво, недокучиво и неразјашњено.